# Aleksej Vasil'evič Rekeev
Aleksej Vasil'evič Rekeev (in russo Алексей Васильевич Рекеев?; Koški-Novotimbaevo, 1848 – Bajglyčevo, 1932) è stato un religioso, traduttore e missionario russo, di etnia tataro-ciuvascia, scrisse e tradusse principalmente in russo, tataro e ciuvascio. È considerato, assieme a Ivan Jakovlevič Jakovlev, uno dei padri fondatori della letteratura ciuvascia moderna.

## Giovinezza e missioni di evangelizzazione
Nato da una famiglia di contadini benestanti, da padre ciuvascio e madre tatara, studiò a Simbirsk in seminario. Fin da piccolo dimostrò un'innata voglia di conoscenza; negli anni a seguire conobbe Jakovlev, che fu suo grande amico e maestro. Nel 1872 iniziò l'attività di insegnante e missionario nella provincia di Simbirsk. Apprezzato traduttore, iniziò anche la traduzione del Vangelo in tataro e ciuvascio. Negli anni a seguire fu mandato in varie missioni in Tatarstan. Durante il Primo conflitto mondiale organizzò centri di raccolta per i poveri e gli orfani di guerra.